# Amnar

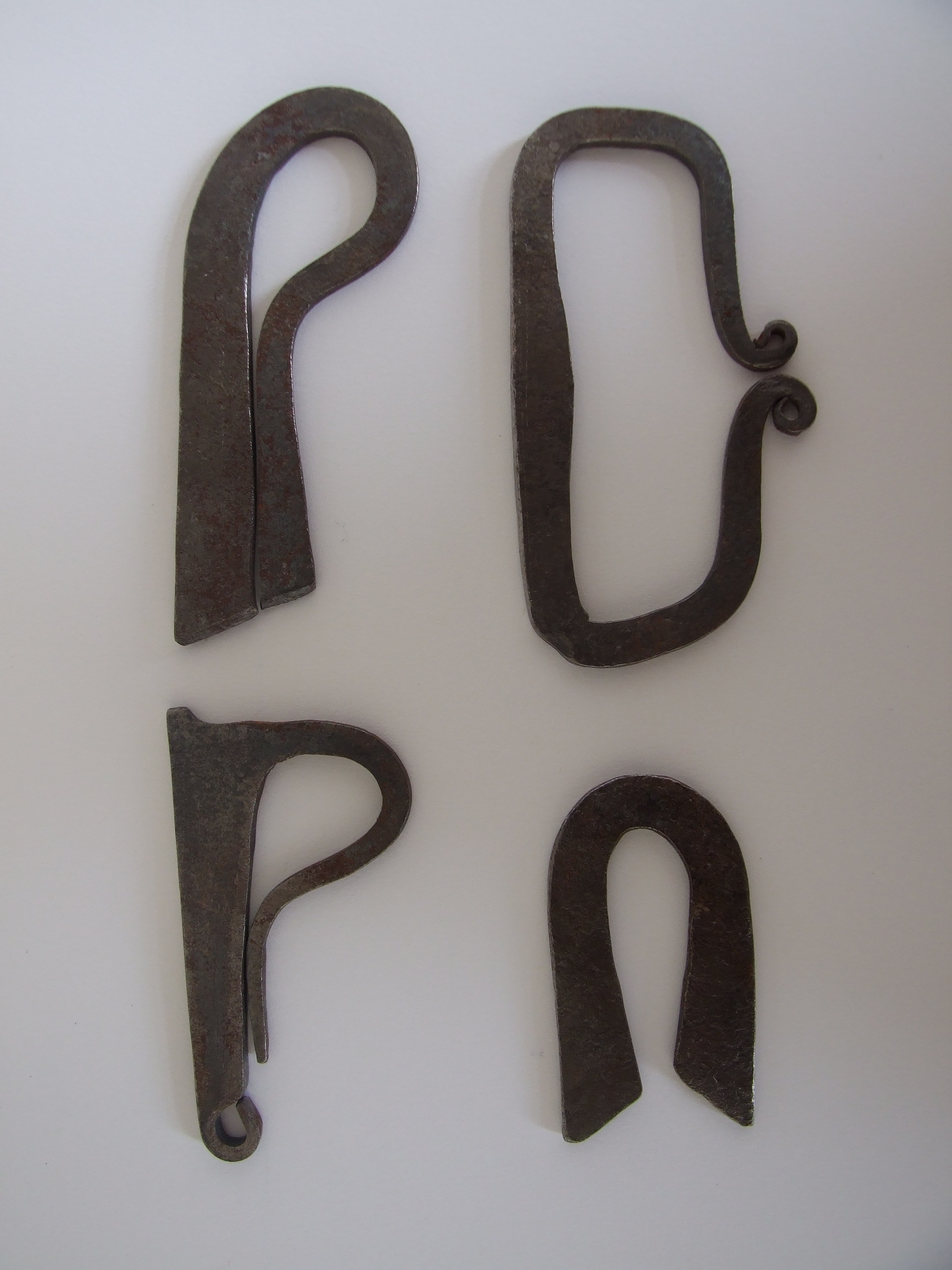
Diferite modele de amnar

Amnarul (din latină ĭgniarium: „materie inflamabilă”/ latină manuale: „de mână” >a+mânar(e)>amânar>amnar) este o bucată de oțel care se folosea în vechime la aprinderea focului, împreună cu o bucată de cremene (silex) și cu o fâșie de iască uscată.
Acțiunea de a produce scântei prin lovirea cremenei cu amnarul se numește „a scăpăra”.
În legenda Piatra Teiului, Alecu Russo descrie ținuta tradițională a țăranului român, care purta și Un chimir lat de piele de căprioară, cuprinzând tot ce este trebuincios munteanului: un cuțit frumos, o lulea, o pungă și un amnar lung legat de cingătoare c-o curelușă ori un lănțujel de fier.
Amnarele moderne, folosite de militari și turiști, nu mai sunt din oțel ci dintr-un aliaj special de 6 metale, cu magneziu, care dacă este lovit sau zgâriat cu un obiect ascuțit, produce o scânteie foarte fierbinte, de aproximativ 3000 °C, care este suficientă pentru a aprinde un foc în cele mai extreme condiții.